# Beira Interior Sul
La Beira Interior Sul es una subregión estadística portuguesa, parte de la Región Centro y del Distrito de Castelo Branco. Limita al norte con la Cova da Beira y la Beira Interior Norte, al este con España, al sur con España y el Alto Alentejo y al oeste con el Pinhal Interior Sul. Área: 3738 km². Población (2001): 78 127. 
Comprende cuatro concelhos:
- Castelo Branco
- Idanha-a-Nova
- Penamacor
- Vila Velha de Ródão

- Datos: Q814840